# برايان ديكنسون
برايان ديكنسون هو عازف جاز وعازف بيانو كندي، ولد في 1961 في جيلف في كندا.

## روابط خارجية
- برايان ديكنسون على موقع ميوزك برينز (الإنجليزية)